# 회인 나들목
회인 나들목(Hoein IC)은 충청북도 보은군 회인면 부수리와 눌곡리에 걸쳐 있는 서산영덕고속도로의 19번 교차로이다. 나들목 진출입로는 회인면 송평리와 접하고 있다.
회인면 소재지 및 내북면, 수한면, 회남면, 청주시 상당구 가덕면 등지로 진출할 수 있으며, 진출 방향으로 말 5마리가 웅비하는 조각상이 있는 것이 특징이다. 계획 당시 가칭은 회북 나들목이었다.

## 연혁
- 2002년 12월 21일 : 2007년까지 회북 나들목 변경을 위해 충청북도 청원군 문의면 마구리 ~ 보은군 회북면 건천리 8.607km 구간 도로구역 변경[1]
- 2007년 11월 28일 : 당진상주고속도로 청원 ~ 상주 구간 개통과 함께 영업 개시[2]

## 구조물 정보
- 위치: 충청북도 보은군 회인면 부수리, 눌곡리
- 영업소: 충청북도 보은군 회인면 보청대로 3290

## 접속하는 도로
- 국도 제25호선 (보청대로)

## 교통량 정보
| 요금소        | 통행량 (대/일) | 통행량 (대/일) | 통행량 (대/일) | 통행량 (대/일) | 통행량 (대/일) | 통행량 (대/일) | 통행량 (대/일) | 통행량 (대/일) | 통행량 (대/일) | 통행량 (대/일) | 각주  |
| 요금소        | 2007년         | 2008년         | 2009년         | 2010년         | 2011년         | 2012년         | 2013년         | 2014년         | 2015년         | 2016년         | 각주  |
| ------------- | -------------- | -------------- | -------------- | -------------- | -------------- | -------------- | -------------- | -------------- | -------------- | -------------- | ----- |
| 회인 (폐쇄식) | 475            | 615            | 772            | 826            | 793            | 816            | 813            | 845            | 883            | 936            | [ 3 ] |
| 요금소        | 2017년         | 2018년         | 2019년         |                |                |                |                |                |                |                | [ 3 ] |
| 회인 (폐쇄식) | 1,040          | 1,075          | 1,077          |                |                |                |                |                |                |                | [ 3 ] |